# François de Montpensier
François de Bourbon, duc de Montpensier, né en 1542 et mort le 4 juin 1592 à Lisieux, est un prince du sang de la maison de Bourbon. Il est un des proches de la famille royale et l'un des commandants de l'armée royale pendant les guerres de religion.

## Biographie
François de Bourbon est le fils de Louis, duc de Montpensier et de sa première épouse Jacqueline de Longwy (nièce de François Ier). En 1566, il épouse Renée d'Anjou-Mézières, fille de Nicolas d'Anjou-Mézières, marquise de Mézières et comtesse de Saint-Fargeau, qui n'a alors que 16 ans.
Durant toute sa vie, ce prince du sang de la maison de Bourbon accumule de nombreux titres dont celui de dauphin d'Auvergne. Jusqu'à la mort de son père en 1582, on ne le mentionne que sous ce titre de « prince dauphin ». À l'âge de quarante ans, il devient lui-même duc de Montpensier, prince de Dombes, sire de Beaujeu et vicomte de Brosse. En 1583, il reçoit aussi le duché de Châtellerault, confisqué à son arrière-grand-oncle, le connétable de Bourbon.
Pendant les guerres de religion, le prince dauphin se voit confier la responsabilité de plusieurs gouvernements, d'abord dans le centre de la France (Anjou, Touraine, Maine, Orléans, etc.), puis celui du Dauphiné en 1567 et enfin celui de Normandie en 1588. Durant les campagnes militaires, il combat, avec son père, les protestants. Après la prise de Saint-Jean-d'Angély, en 1569, il est chargé de les combattre en Saintonge, mais échoue. En 1574, il est nommé gouverneur général du Languedoc et du Dauphiné, provinces qui se trouvent alors entre les mains des protestants.
Il est naturellement de la cour du roi Henri III dont il devient un soutien fidèle. Bien que zélé catholique, il refuse catégoriquement d'entrer dans la Sainte Ligue chapeautée par la famille de Guise. Lorsque Henri III meurt, il se rallie à Henri IV. En 1591, il participe au siège de Rouen et meurt l'année suivante. Il est inhumé à la sainte chapelle du château de Champigny-sur-Veude.

## Descendance
Avec Renée d'Anjou-Mézière :
- Henri duc de Montpensier (1573-1608)

## Armoiries
| Blason | Blasonnement : D'azur aux trois fleurs de lys d'or au bâton de gueules péri en bande chargé d'un croissant d'argent en chef. |

### Littérature
- La Princesse de Montpensier, nouvelle écrite par Madame de Lafayette. La nouvelle est purement fictive, il n'y a jamais eu de princesse dans la famille des Montpensier mais des ducs. L'auteur a peut-être donné ce titre princier car François duc de Montpensier était prince du sang (un Bourbon). L'intrigue amoureuse entre les différents personnages est imaginaire, tout comme le nom des personnages. Elle a inspiré un film français La Princesse de Montpensier (2010), réalisé par Bertrand Tavernier. Le prince de Montpensier y est interprété par Grégoire Leprince-Ringuet.

## Source
- Christophe Levantal, Ducs et pairs et duchés-pairies laïques à l'époque moderne (1519-1790), Paris, 1996, p. 783